# The Daily Caller
The Daily Caller是一家位于美國华盛顿哥伦比亚特区的右翼新闻和舆论网站，由福斯新聞頻道主持人塔克·卡森和政治學者尼尔·帕特尔于2010年创立。 
该网站曾发表不認同气候变化以及支持贾森·凯斯勒和彼得·布里姆罗等白人至上主义者、种族主义、反對黑人以及反犹太主义的文章。 
2020年6月，塔克·卡森不再負責The Daily Caller的業務，其持有的股份轉讓給尼尔·帕特尔，並且美國穆斯林以及民主党人奥米德·马利克成為該網站的新合伙人。 